# Mário do Carmo Lemos Belo
Mário do Carmo Lemos Belo († 2005 in Osttimor) war ein osttimoresischer römisch-katholischer Geistlicher.
Belo war aktives Mitglied im Widerstand gegen die indonesische Besatzung Osttimors (1975–1999). Im Widerstandsnetzwerk war er militärisch-politischer Berater. Als Pfarrer versteckte er 1991 den FALINTIL-Oberbefehlshaber Xanana Gusmão in seinem Haus in Poetete (Gemeinde Ermera).
Später wurde Belo Generalvikar des 1996 gegründeten Bistums Baucau.

## Ehrungen
Belo wurden postum am 19. Mai 2007 der Ordem Dom Martinho Lopes und in Vertretung seiner Widerstandsgruppe am 19. November 2015 die Medaille des Ordem de Timor-Leste verliehen. Am 27. November 2019 wurde Lopes den Collar des Ordem de Timor-Leste als Einzelperson verliehen.